# Негатоскоп
Негатоскоп — неизображающий оптический прибор, предназначенный для просмотра на просвет сухих и мокрых чёрно-белых радиографических снимков (рентгенограмм, томограмм и т. д.) в медицине и технике. Представляет собой устройство со светящимся экраном, на который накладывается радиографический снимок.
Яркость экрана достаточно высока и позволяет просветить снимки с большой оптической плотностью.
Негатоскопы размещаются как на столе, так и на стене. Основные элементы негатоскопа — металлический или пластмассовый корпус, люминесцентные лампы, смотровой экран (чаще из молочно-белого органического стекла), пускорегулирующая аппаратура и крепёжная арматура.
Негатоскопы отличаются размерами, яркостью свечения, цветовой температурой, наличием или отсутствием регулировки яркости свечения и шторок для диафрагмирования светящихся поверхностей.
Самые современные негатоскопы изготавливаются с использованием светодиодной технологии на основе технологии торцевой подсветки и светопроводящей матрицы. Такие конструкции называют световыми панелями.